# Listă de nave de agrement românești
Listă de nave de agrement românești:
- Iahtul Nahlin
- Nava „Zorile” [1]
- Nava „Mureș” [2]
- Motonava „Transilvania” [3]

- Nava de pasageri „Împăratul Traian”, naufragiată în anul 1927 pe stânci, la 12 mile de Capul Tuzla, în dreptul satului Tatlageac.[4]

- Goeleta Adornate [5]